# Hydraulische turbine

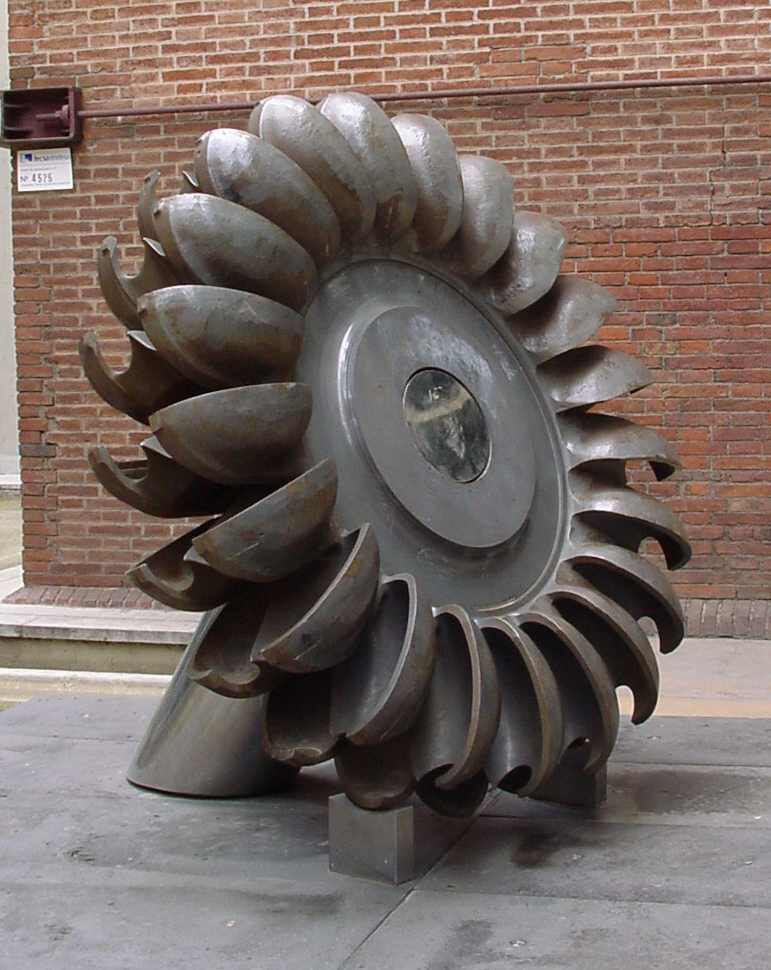
Pelton turbinewiel

Een hydraulische turbine is een turbine die gebruikmaakt van de stromingsenergie van water tussen twee punten met een hoogteverschil. Hydraulische turbines vormen dus het centrale onderdeel van waterkrachtcentrales. In één waterkrachtcentrale zijn vaak meerdere turbines aanwezig.

## Werkwijze
Naargelang de werkwijze (meer bepaald de reactiegraad) maakt men onderscheid tussen actie- en reactieturbines. De belangrijkste en meest gebruikte types hydraulische turbines zijn: de Peltonturbine, de Francisturbine en de Kaplanturbine (opgesomd in volgorde van stijgende reactiegraad).

### Beschikbaar vermogen
Het beschikbare vermogen in een waterstroming is:
{\displaystyle P=\eta \cdot \rho \cdot g\cdot {\dot {v}}\cdot h}
hierin zijn:
- {\displaystyle P=}     vermogen (J/s of watt)
- {\displaystyle \eta =}  turbine-efficiëntie
- {\displaystyle \rho =}  massadichtheid van water (kg/m3)
- {\displaystyle g=}     lokale zwaartekrachtversnelling (9,81 m/s2)
- {\displaystyle {\dot {v}}=} stromingsdebiet (m3/s)
- {\displaystyle h=}     valhoogte (m). Voor stilstaand water is dit het verschil tussen het inlaatoppervlak en uitlaatoppervlak. Voor stromend water komt er nog een bijkomende factor voor de kinetische energie. De totale equivalente valhoogte is dus de som van de drukenergie en de snelheidsenergie.

## Toepassing
- de Francisturbine wordt vooral toegepast in waterkrachtcentrales met een hoog debiet en valhoogte.
- Kaplanturbines, zijn vooral geïnstalleerd in centrales met een groot debiet maar met een geringe, maximaal 50 meter, valhoogte.
- Peltonturbines, zijn vooral effectief in situaties waarbij het debiet beperkt is, maar het water van grote hoogte komt.